# Демографска историја Срема
Демографска историја Срема

## Историјски Срем

### Подаци из 1437. године
Године 1437., већи део Срема био је насељен Србима.

### Подаци из 1857. године
Према попису из 1857. године, 59,4% становништва дела Срема под цивилном управом и 63,2% становништва дела Срема под војном управом (Петроварадинска регимента) чинили су Срби. Друга етничка група по бројности били су Хрвати, а било је и других етничких група, укључујући Немце, Мађаре, итд.

### Подаци из 1910. године
Према попису из 1910. године, становништво Срема (Сремске жупаније) бројало је 414.234 људи, укључујући:
- 183.109 (44,20%) становника који су говорили српски језик
- 106.198 (25,64%) становника који су говорили хрватски језик
- 68.086 (16,44%) становника који су говорили немачки језик
- 29.522 (7,13%) становника који су говорили мађарски језик
- 13.841 (3,34%) становника који су говорили словачки језик
- 4.642 (1,12%) становника који су говорили русински језик

### Подаци из 1931. године
Године 1931., становништво Срема је укључивало:
- 210.000 Срба
- 117.000 Хрвата
- 68.300 Немаца
- 21.300 Мађара
- 15.300 Словака
- 5.300 Украјинаца

## Српски део Срема

### Подаци из 1971. године
Године 1971., становништво српског дела Срема (без подручја под управом Београда) бројало је 313.926 становника, од којих: 
- Срби = 228.609 (72,84%)
- Хрвати = 38.389 (12,23%)
- Словаци = 14.056 (4,48%)
- Мађари = 9.376 (2,99%)
- Југословени = 9.086 (2,89%)
- Русини = 3.403 (1,08%)
- Украјинци = 1.512 (0,48%)
- Црногорци = 1.400 (0,44%)
- Словенци = 1.065 (0,34%)
- Македонци = 1.023 (0,33%)

### Подаци из 2002. године
Према попису из 2002. године, становништво српског дела Срема (у географским границама) бројало је 790.697 људи, од којих:
- Срби = 668.745 (84,58%)
- остали (укључујући Хрвате, Словаке, Русине, Мађаре, итд).